# Bror Arontzon
Bror Viktor Arontzon (* 7. Oktober 1897 in Borås; † 25. November 1967 ebenda) war ein schwedischer Fußballspieler. Zwischen 1919 und 1921 bestritt der Stürmer vier Länderspiele für die schwedische Nationalmannschaft und erzielte dabei ein Tor.

## Werdegang
Arontzon spielte in den 1910er und 1920er Jahren für IF Elfsborg. Nachdem sein Mannschaftskamerad Axel Larsson im Mai 1918 als erster Spieler des Klubs im Nationaljersey aufgelaufen war, folgte er ihm im Herbst des folgenden Jahres. Beim 3:3-Unentschieden gegen Finnland am 28. September trat er neben dem zweifach erfolgreichen Rudolf Kock als Torschütze in Erscheinung. Bis 1921 lief er noch in drei weiteren Spielen für die Auswahlmannschaft auf, bei den Olympischen Spielen 1920 gehörte er jedoch nicht zu den ausgewählten Olympioniken.
Arontzon hatte mit seinem Klub bei Einführung der Allsvenskan als landesweiter Spielklasse im Jahr 1924 die Aufnahme verpasst. Nach zwei Jahren in der zweithöchsten Spielklasse stieg er mit der Mannschaft 1926 auf, in der Spielzeit 1926/27 stehen für ihn vier Spieleinsätze ohne Torerfolg zu Buche.
Über das weitere Leben Arontzons – insbesondere auch abseits des Fußballplatzes – ist derzeit nichts bekannt.